# ASC De Volewijckers in het seizoen 1959/60
Het seizoen 1959/1960 was het zesde jaar in het bestaan van de Amsterdamse betaaldvoetbalclub De Volewijckers. De club kwam uit in de Nederlandse Eerste divisie A en eindigde daarin op de zevende plaats.

## Wedstrijdstatistieken

### Eerste divisie A
|       | BVV   | Excelsior | Fortuna | 't Gooi | GVAV  | Helmond | HVC   | KFC   | NOAD  | Rigtersbleek | Stormvogels | SVV   | Veendam | Vitesse | Wageningen |
| ----- | ----- | --------- | ------- | ------- | ----- | ------- | ----- | ----- | ----- | ------------ | ----------- | ----- | ------- | ------- | ---------- |
| Thuis | 1 – 3 | 0 – 0     | 4 – 0   | 3 – 0   | 2 – 1 | 3 – 1   | 0 – 0 | 0 – 1 | 2 – 2 | 6 – 1        | 1 – 1       | 3 – 0 | 1 – 0   | 2 – 4   | 2 – 3      |
| Uit   | 0 – 4 | 3 – 1     | 1 – 2   | 2 – 0   | 4 – 0 | 3 – 0   | 1 – 0 | 1 – 2 | 2 – 0 | 0 – 6        | 1 – 0       | 1 – 2 | 1 – 2   | 1 – 1   | 4 – 1      |

## Statistieken De Volewijckers 1959/1960

### Eindstand De Volewijckers in de Nederlandse Eerste divisie A 1959 / 1960
| Stand | Gespeeld | Gewonnen | Gelijk | Verloren | Punten | Doelpunten voor | Doelpunten tegen |
| ----- | -------- | -------- | ------ | -------- | ------ | --------------- | ---------------- |
| 7e    | 30       | 13       | 5      | 12       | 31     | 51              | 42               |

### Topscorers
| Competitie \| # \| Naam \| \| \| ----------------- \| ----------------- \| -- \| \| 1. \| Piet Boogaard \| 11 \| \| 1. \| Frits Kick \| 11 \| \| 1. \| Wout Schaft \| 11 \| \| 4. \| Dick van Alphen \| 7 \| \| 5. \| Piet van der Muts \| 3 \| \| 6. \| Ger Clement \| 2 \| \| 6. \| Frits Soetekouw \| 2 \| \| 8. \| Willy van 't Hek \| 1 \| \| 8. \| Henk Looijen \| 1 \| \| 8. \| Sjaak de Vries \| 1 \| \| Onbekend doelpunt \| \| \| \| – \| Onbekend \| 1 \| \| Totaal \| Totaal \| 51 \| |                   |      |
| # | Naam              | Goal |
| 1. | Piet Boogaard     | 11   |
| 1. | Frits Kick        | 11   |
| 1. | Wout Schaft       | 11   |
| 4. | Dick van Alphen   | 7    |
| 5. | Piet van der Muts | 3    |
| 6. | Ger Clement       | 2    |
| 6. | Frits Soetekouw   | 2    |
| 8. | Willy van 't Hek  | 1    |
| 8. | Henk Looijen      | 1    |
| 8. | Sjaak de Vries    | 1    |
| Onbekend doelpunt |                   |      |
| – | Onbekend          | 1    |
| Totaal | Totaal            | 51   |